# Rue Chappe
Die Rue Chappe ist eine Straße im 18. Arrondissement von Paris.

## Lage
Die Straße ist befahrbar von der Rue des Trois Frères bis zur Rue André Barsacq. Ab hier wird sie Treppenstraße und führt über die Rue Gabrielle zur Rue Saint-Éleuthère, wo sie neben der Bergstation der Standseilbahn zum Montmartre endet.

## Namensursprung
Die Straße führt den Namen von Claude Chappe (1763–1805), dem Erfinder der nach ihm benannten optischen Telegrafie.

## Geschichte
Die Straße in der ehemaligen Gemeinde Montmartre hieß zwischen der Rue des Trois Frères und der Rue André Barsacq «Rue du Télégraphe» wegen der Nähe zur ehemaligen Telegrafenstation auf dem Montmartre. Sie wurde am 23. Mai 1863 in das Pariser Straßenverzeichnis auf genommen und erhielt am 27. Februar 1867 den gegenwärtigen Namen.
Am 11. August 1867 wurde ihre Verlängerung zur Rue Gabrielle und weiter zur Rue Saint-Éleuthère beschlossen.

## Sehenswürdigkeiten
Besonders der obere (Treppen–)Teil ist Anziehungspunkt für Touristen im Bereich des ehemaligen Montmartre.

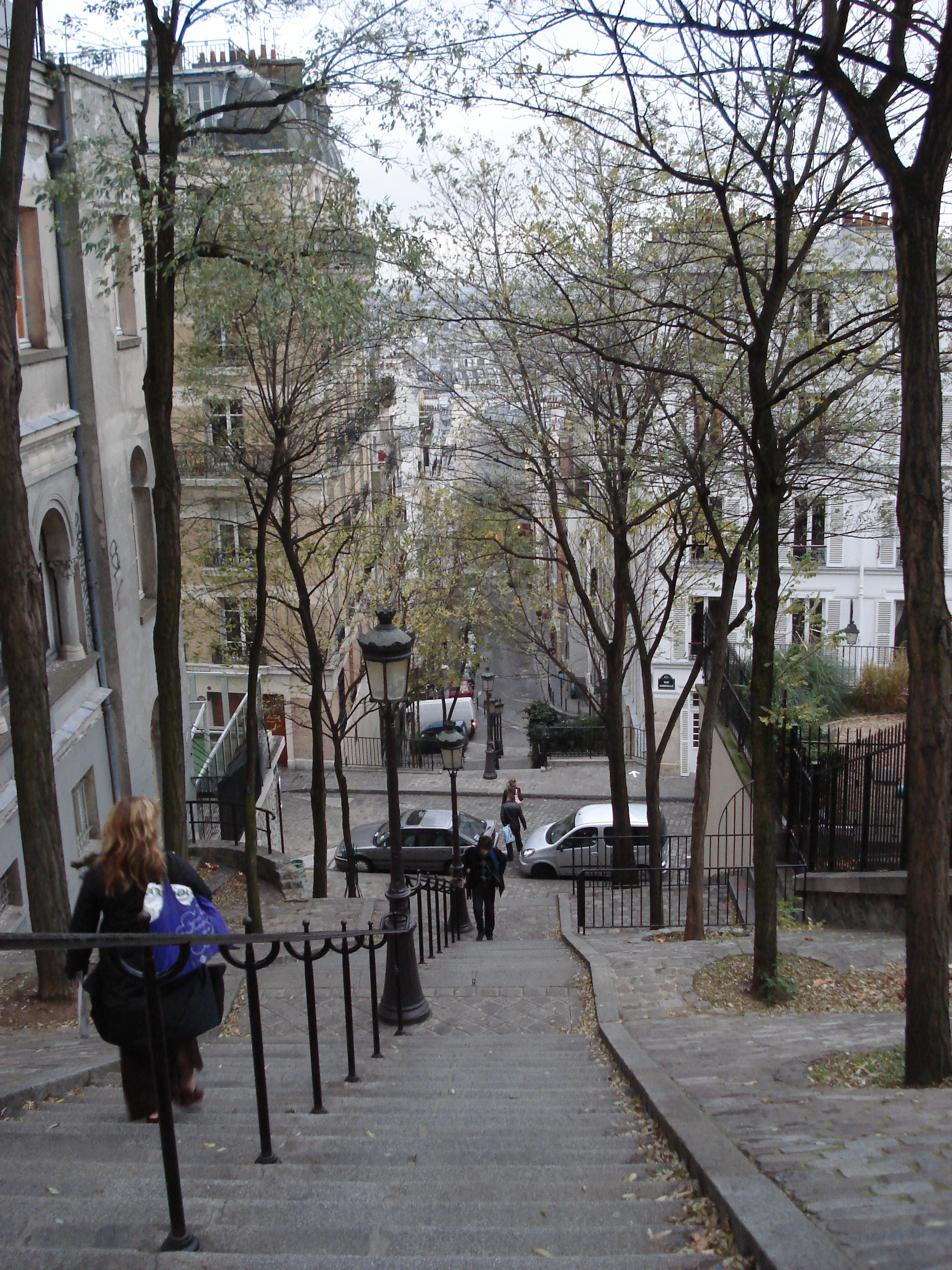
Die Straße in 2006
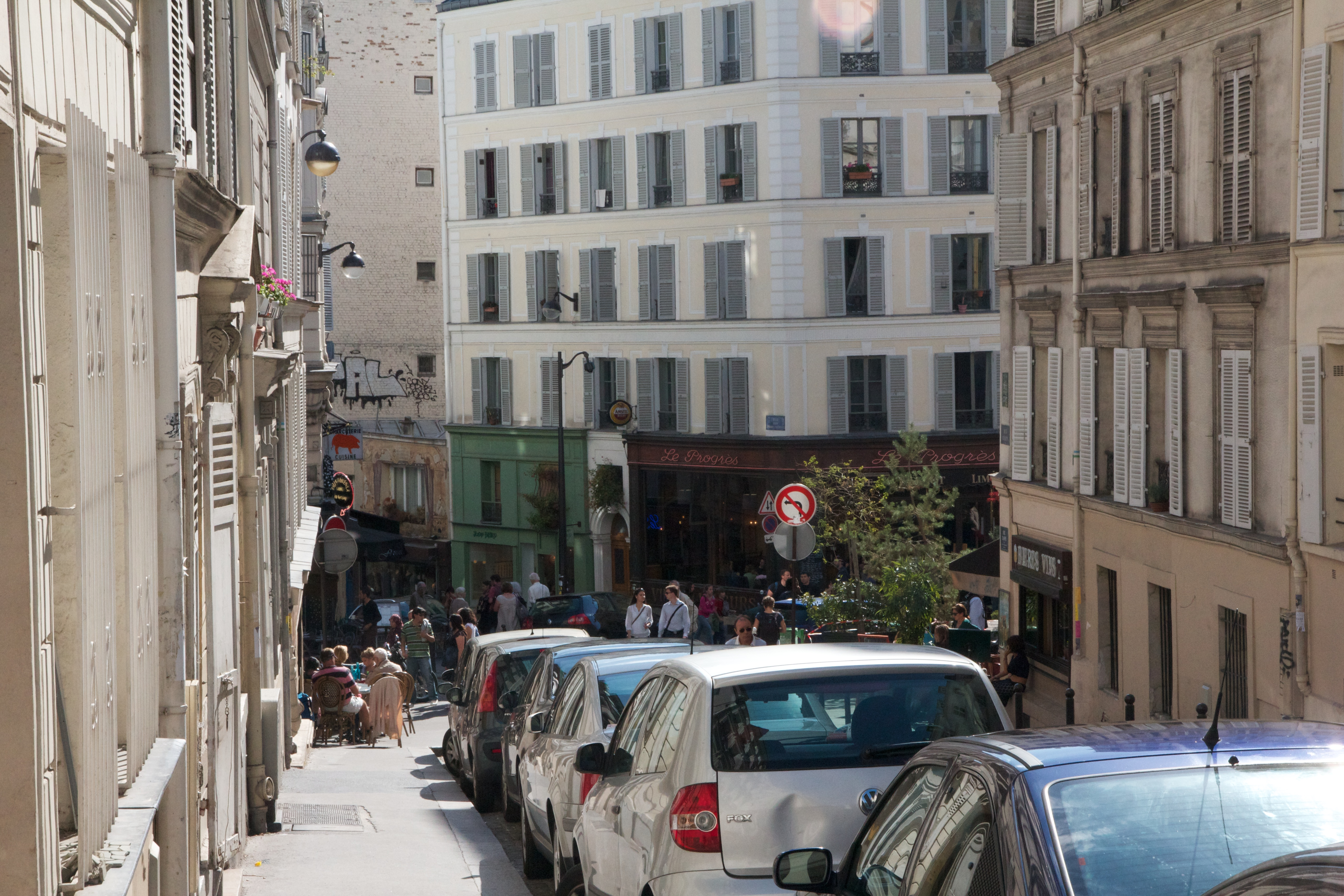
Die Straße in 2012
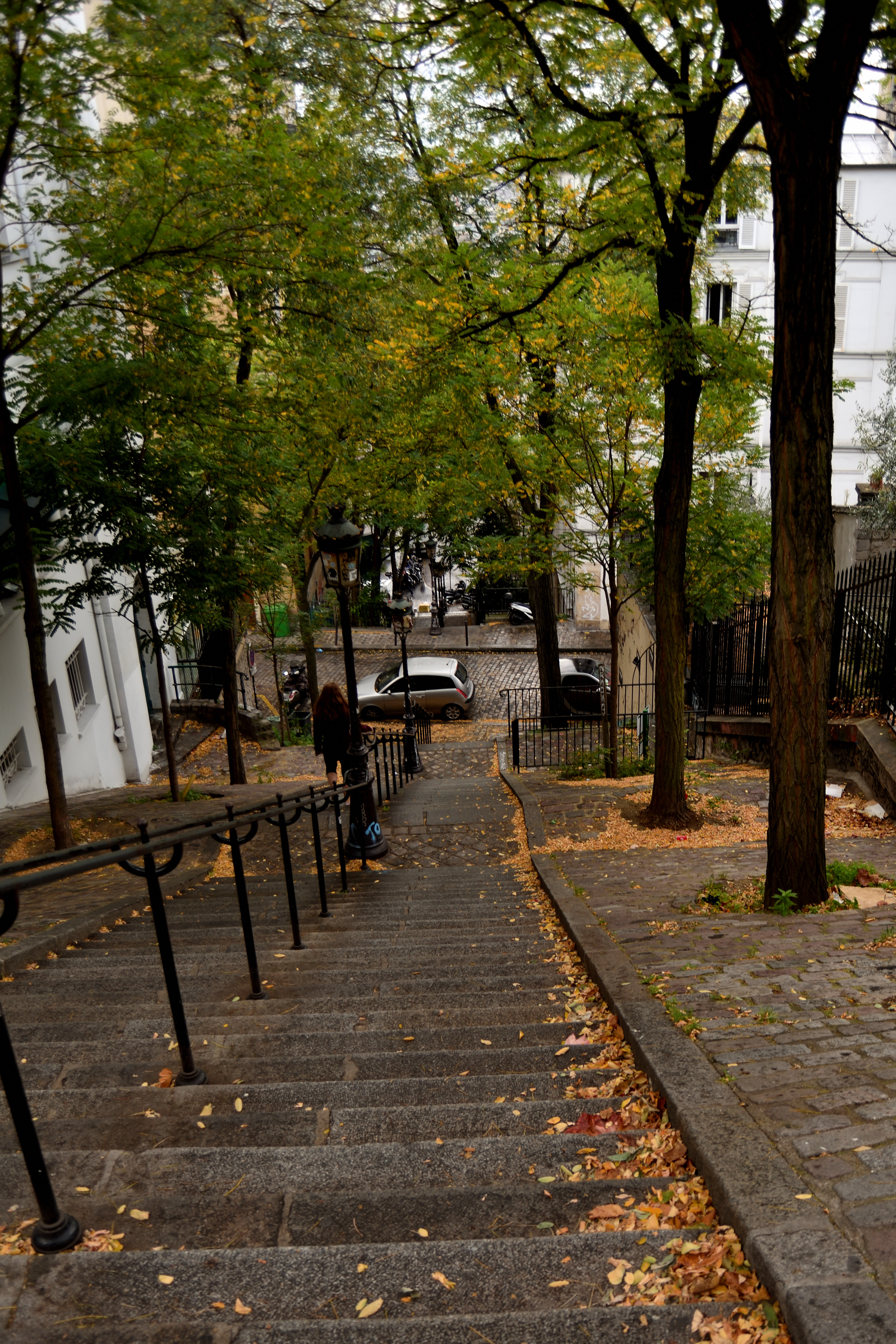
Die Straße in 2017
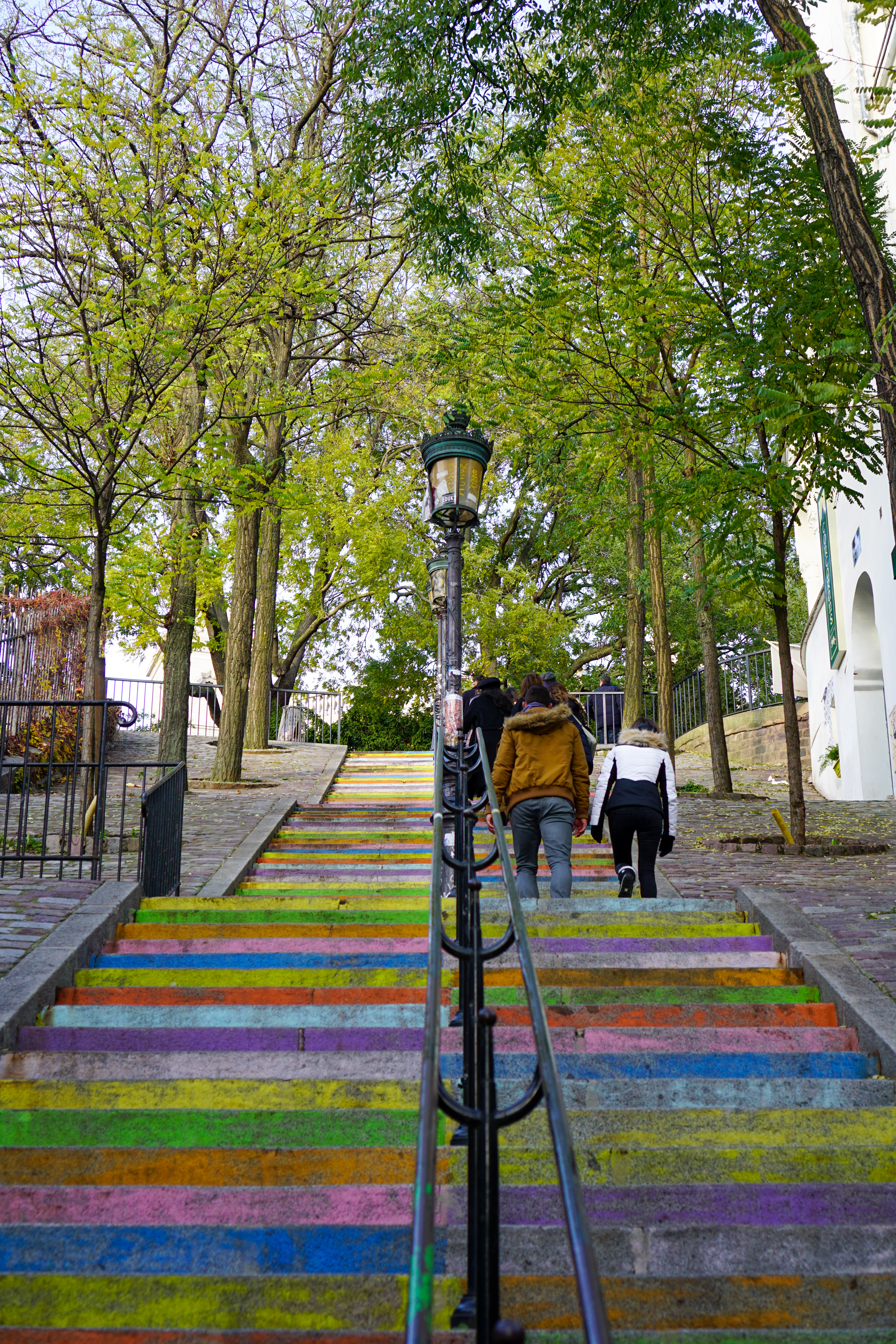
Die Straße in 2019